# Beethoven-Haus (Krems an der Donau)
Het Beethoven-Haus is een museum in het stadsdeel Gneixendorf in Krems an der Donau nabij de Oostenrijkse hoofdstad Wenen. Het is een voormalig woonhuis van Ludwig van Beethoven en maakt deel uit van het culturele erfgoed van Oostenrijk.
In het huis zijn tegenwoordig enkele kamers zijn ingericht als privémuseum. (stand 2013) In het museum worden rondleidingen op afspraak verzorgd door de eigenaresse van het pand. De vertrekken waar Van Beethoven verbleef bevinden zich op de eerste verdieping. Het gaat om vier kamers, een grote voorruimte en een pianokamer. De ruimtes zijn ingericht met allerlei memorabilia. Ook zijn er een haard en lampen te zien die stammen uit de tijd van de componist. In de tuin staat een grote steen waarop een koperen portret van hem is aangebracht.
Hier componeerde hij de nieuwe finale van zijn dertiende strijkkwartet (opus 130). Hiervoor had hij in eerste instantie de Große Fuge bestemd die werd later hernoemd naar opus 133.
Het huis in Gneixendorf was eigendom van zijn broer. Hier kwam hij naartoe met zijn oomzegger, van wie hij voogd was geworden. Zijn oomzegger had op 6 augustus 1826 een zelfmoordpoging gedaan en had de weken voor hun aankomst in een ziekenhuis doorgebracht. Van Beethoven accepteerde de uitnodiging van zijn broer om er te komen logeren op 25 september. Hier verbleef hij tot 2 november 1826. Het is tegenwoordig een cultureel erfgoed van de bondsrepubliek Oostenrijk.